# Regii mamboului
Regii mamboului  este un film muzical dramatic american din 1992, regizat de Arne Glimcher⁠(d) și bazat pe romanul The Mambo Kings Play Songs of Love de Oscar Hijuelos⁠(d).

## Rezumat
La începutul anilor 1950, frații și muzicienii cubanezi Cesar și Nestor Castillo fug din Havana, Cuba, după ce au intrat într-o dispută violentă cu proprietarii mafioți ai unui club în care cântau. Ajunși în cele din urmă în New York, frații au slujbe umile în timp ce încearcă să își relanseze cariera muzicală. Într-un club de noapte în care Cesar se opune pentru scurt timp spectacolului starului mambo Tito Puente, ei își fac noi prieteni și relații și o întâlnesc pe Lanna Lake, fata cu țigări, care se îndrăgostește rapid de Cesar.
Nestor, între timp, rămâne indiferent față de alte femei, compunând continuu ode iubirii sale cubaneze pierdute, Maria Rivera. El scrie versiune după versiune a aceleiași balade, Frumoasa Maria a sufletului meu, până când, într-o zi, întâmplător, o întâlnește pe Delores Fuentes, o tânără timidă, dar atentă, care dorește să devină profesoară. Când ea rămâne însărcinată, cei doi decid să se căsătorească.
Soarta intervine într-o seară la un club, unde frații Castillo au o slujbă cu jumătate de normă. Balada de dragoste a lui Nestor captează interesul unuia dintre clienți, care se dovedește a fi șeful de orchestră cubanez și starul de televiziune american Desi Arnaz. După o seară plăcută în casa lui Nestor și Delores, Arnaz îi invită pe frații Castillo să cânte și să joace într-un episod din serialul său de comedie, I Love Lucy.
Totuși, faima nu durează. Nestor nu este la fel de ambițios ca fratele său și nu-și dorește nimic mai mult decât să aibă propriul său mic club. Este îndrăgostit de Delores, dar îi lipsește pasiunea pe care a simțit-o pentru iubita sa Maria acasă. Cesar își reprimă adevăratele sentimente, crezând că o femeie ca Delores ar fi de fapt perfectă pentru el. El îi dezvăluie lui Nestor că Maria l-a părăsit pentru un mafiot cubanez, Luis Fajardo, în schimbul anulării unui contract împotriva lui Nestor. Într-o noapte cu zăpadă, mașina fraților Castillo iese de pe șosea și intră într-un copac. Cesar, aflat pe bancheta din spate a mașinii, este abia rănit, dar Nestor, care conducea mașina, este ucis. Pentru a onora memoria fratelui său, un Cesar devastat își deschide un mic club. Delores îi face o vizită și îi cere să cânte Frumoasa Maria a sufletului meu.

## Distribuție
- Armand Assante - Cesar Castillo
- Antonio Banderas - Nestor Castillo
- Cathy Moriarty - Lanna Lake
- Maruschka Detmers - Delores Fuentes
- Desi Arnaz Jr. - Desi Arnaz
- Roscoe Lee Browne - Fernando Perez
- Talisa Soto - Maria Rivera
- Vondie Curtis-Hall - Miguel Montoya
- Cordelia Gonzales - Anna Maria
- Tito Puente - el însuși
- Helena Carroll - doamna Shannon
- Celia Cruz - Evalina Montoya

## Producție
Arne Glimcher, un dealer de artă stabilit în New York și un fan al muzicii mambo, a aflat că prietenul său de lungă durată Oscar Hijuelos scria un roman referitor la acest subiect. După ce a citit un manuscris al romanului lui Hijuelos, The Mambo Kings Play Songs of Love, Glimcher a cumpărat drepturile de ecranizare în 1988, cu un an înainte de publicarea cărții. De asemenea, el însuși a fost numit regizor, considerând că este singura persoană capabilă să adapteze cu succes cartea la film. Ulterior, Glimcher a angajat-o pe scenarista de origine cubaneză Cynthia Cidre pentru a scrie adaptarea cinematografică. Cidre a petrecut optsprezece luni lucrând la scenariu și, după 24 de ciorne, a redus povestea la doar jumătate din cele 407 pagini ale cărții lui Hijuelos. În timp ce cartea se întinde pe mai multe decenii, evenimentele din film au loc între 1952 și 1955.

## Recepție
Site-ul de agregare a recenziilor Rotten Tomatoes a analizat 29 de recenzii și a acordat filmului un scor de 79%, cu un scor mediu de 6,6 din 10.
Desi Arnaz Jr. și-a exprimat sprijinul pentru film, declarând că el și sora sa, Lucie Arnaz, „au iubit povestea spusă în acest film”. Arnaz Jr. a declarat: "Este o saga uimitoare a unor oameni în căutarea visului american. Este povestea tatălui meu. Este povestea multor oameni care au venit în această țară cu speranțe și vise." Tito Puente a lăudat filmul înainte de lansarea sa în cinematografe: "Am văzut filmul de două ori și mi-a plăcut a doua oară. Prima dată nu am putut intra în el. Mă uitam după prea multe detalii, cred. Dar acum l-am văzut a doua oară și cred că este grozav".